# Парк Тэнсёти
Парк Тэнсёти  (яп. 北上市立公園 展勝地) ― парковый комплекс в городе Китаками, в южной части префектуры Иватэ.

## Описание
Городской парк на берегу реки Китаками известен как место цветения сакуры. Деревья в парке были посажены в рамках проекта по посадке сакуры, проведенного в 1920 году. В настоящее время на участке площадью около 29 тыс. 300 квадратных метров насчитывается около 10 тысяч деревьев сакуры и 100 тысяч азалий. В 1990 году парк Тэнсёти был сертифицирован японской ассоциацией цветения сакуры как одно из 100 лучших мест цветения сакуры в Японии. Парк считается одним из "трёх основных мест цветения сакуры наряду с Хиросаки в префектуре Аомори и Какунодатэ в префектуре Акита.

## Выставочный комплекс

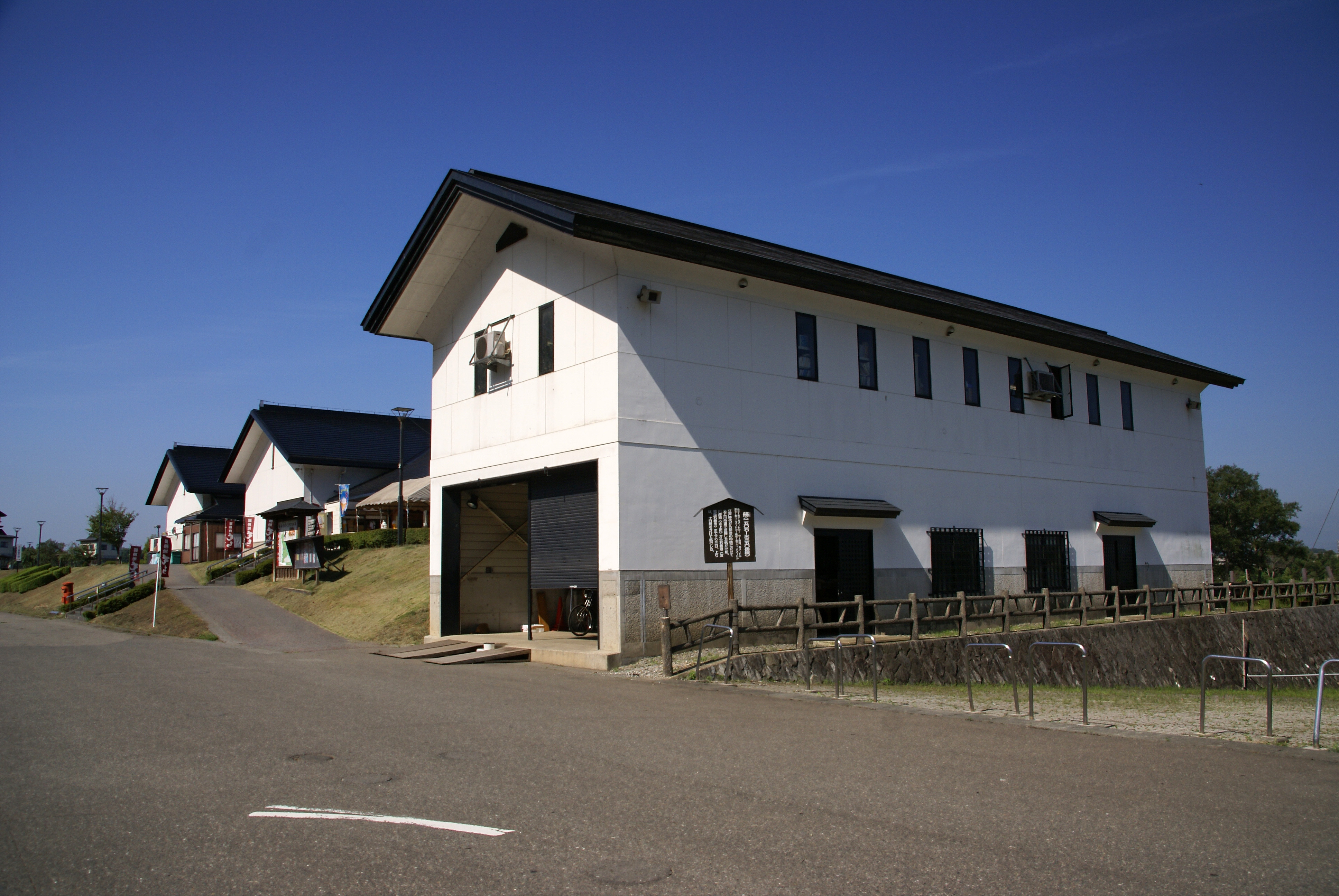
Корпуса музейного комплекса парка
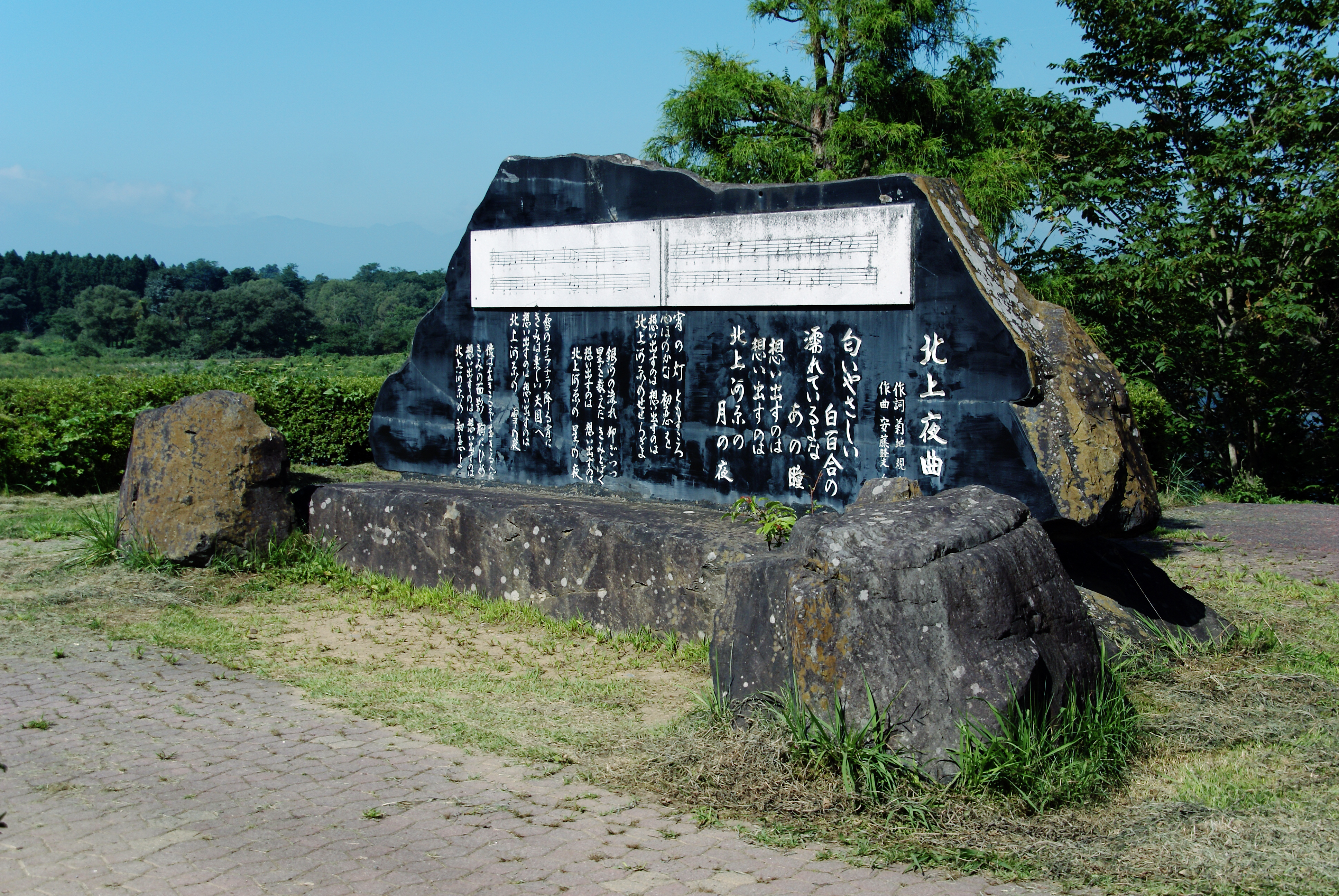
Памятник ночной песне Китаками
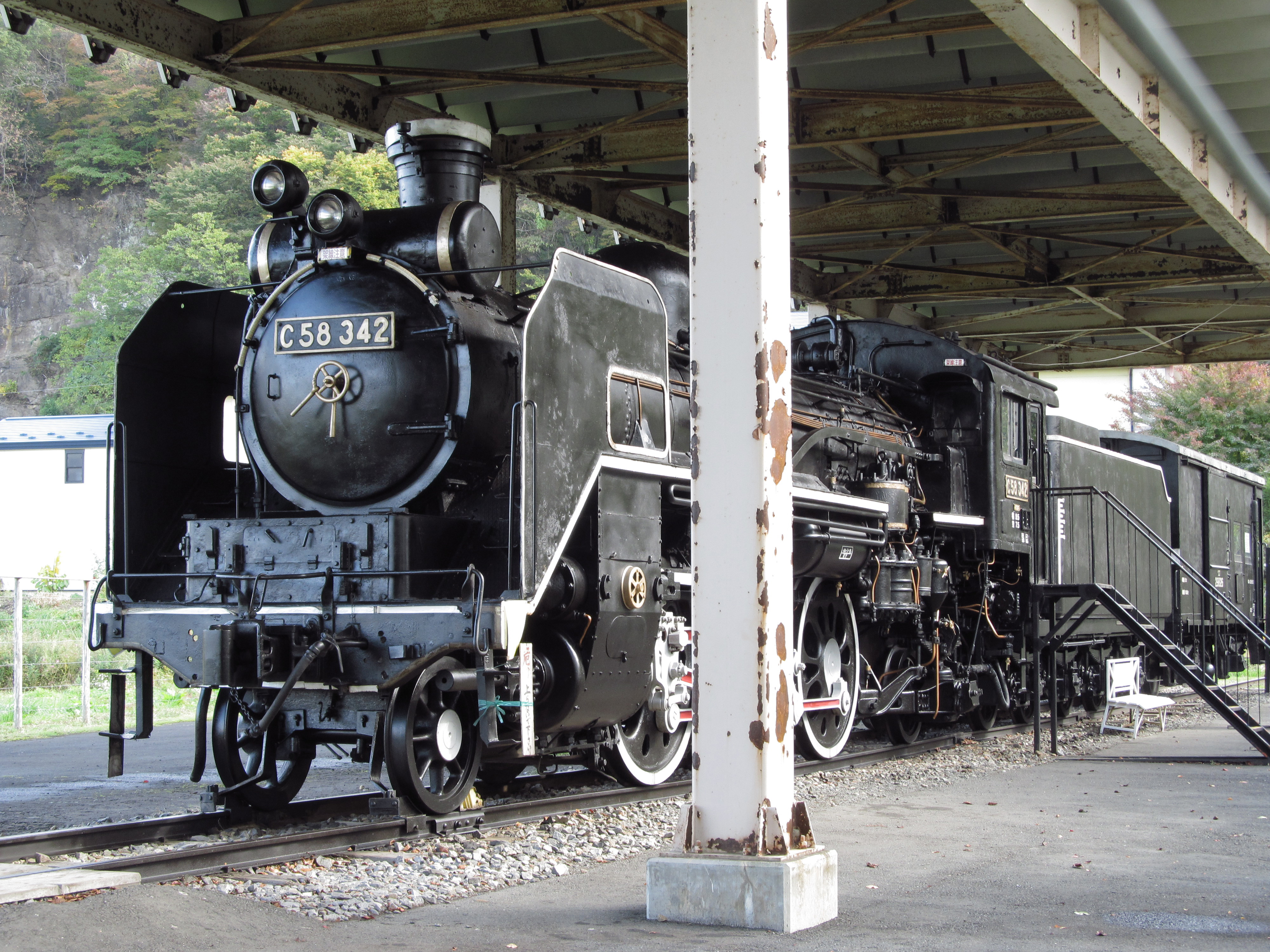
Паровоз C 58 342
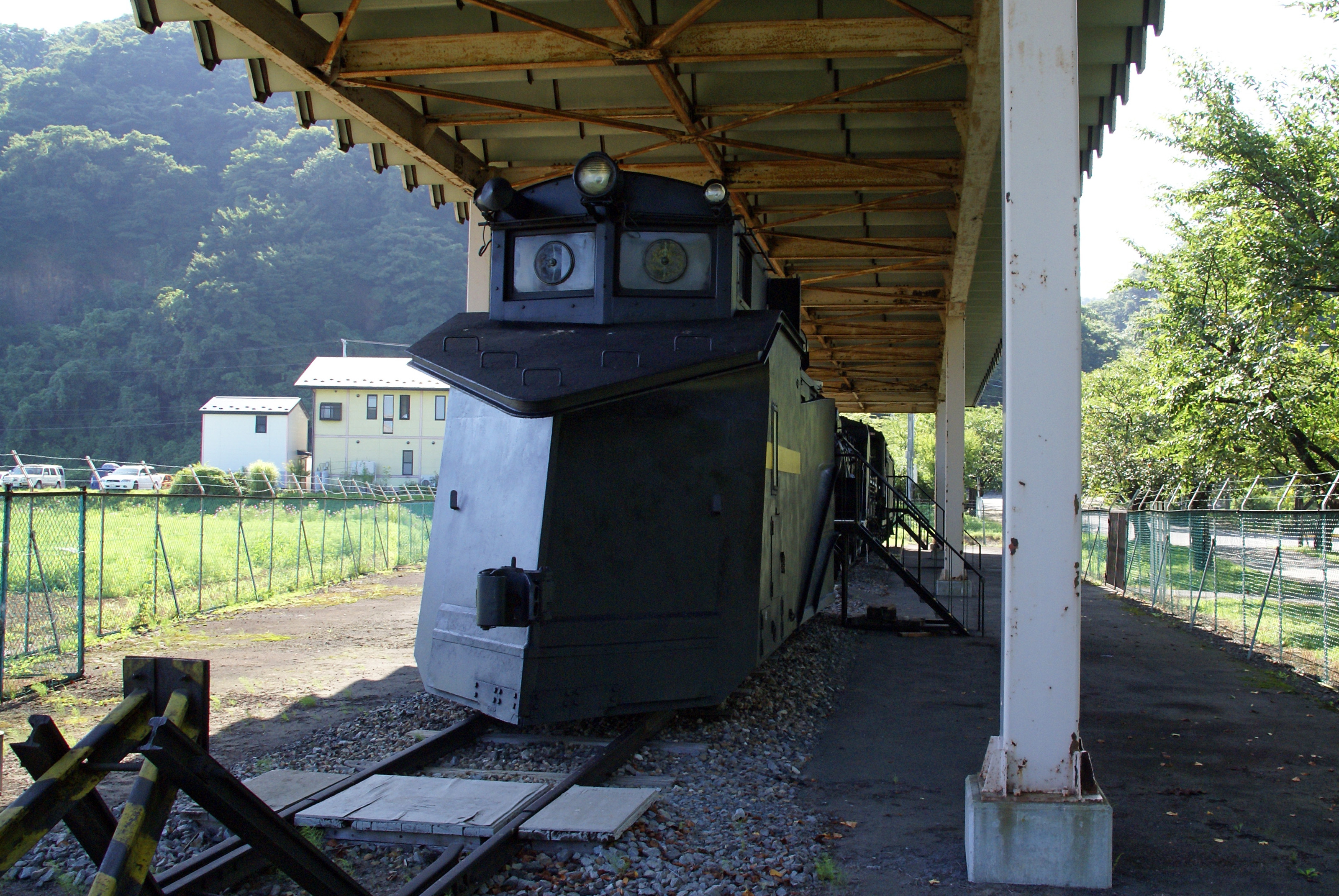
Тепловоз для уборки снега